# Gak Sato

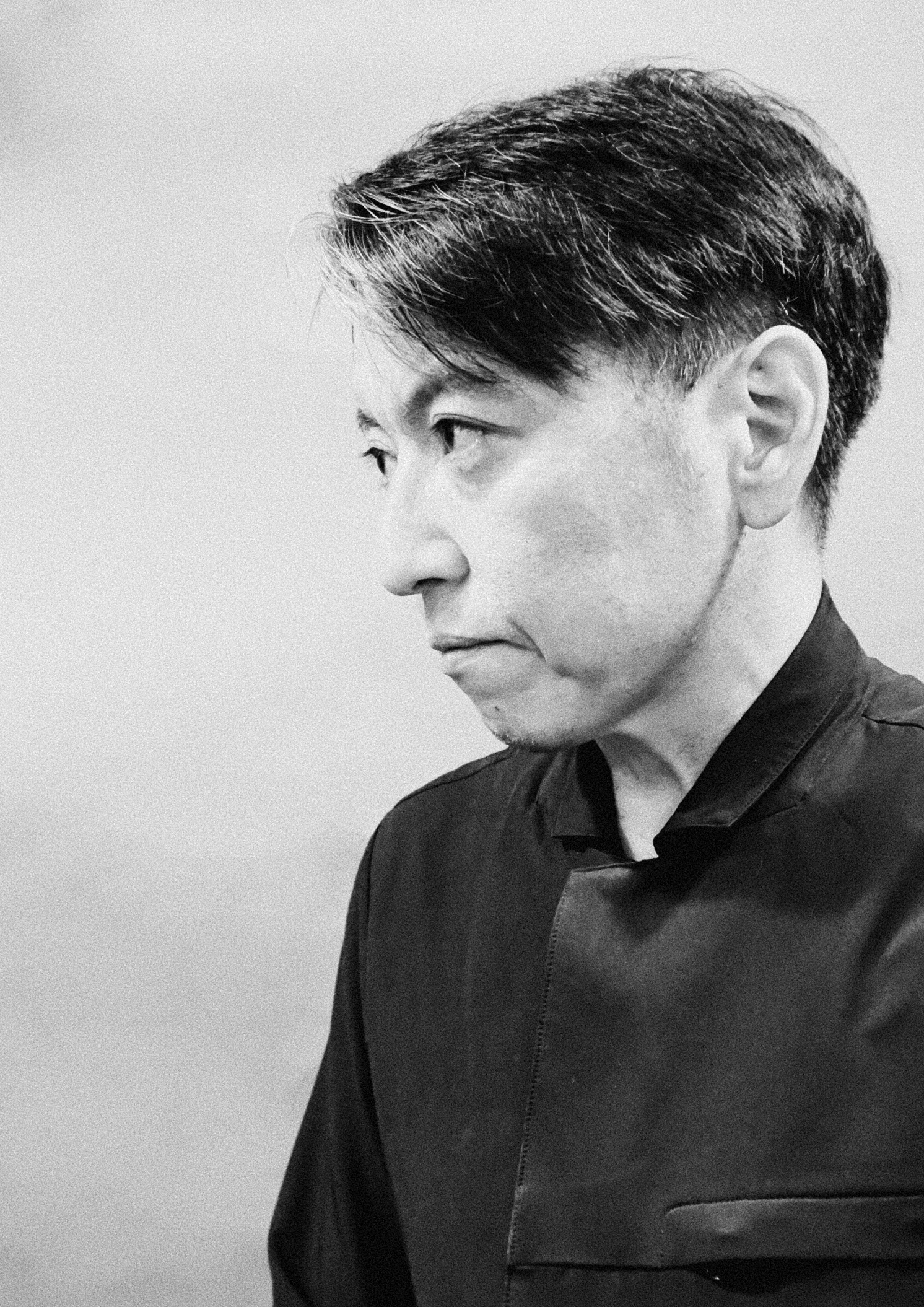

Gak Sato（ガク・サトウ、1969年1月3日 - ）はイタリア・ミラノ在住の作曲家、リミキサー＆テルミン奏者、DJである。日本での制作活動は音楽制作会社トイロミュージックが担当している。

## 人物・来歴
武蔵野美術短期大学空間演出デザイン専攻科卒業。在学中の1980年代より音楽制作を開始。'94年diet musicを結成し、'95年U.F.O.プロデュースのコンピレーション"multidirection 2"[Brownswood/Talkin' loud]に参加。かの香織、Zooなどのリミックスを手がける。
’90年代イタリア ミラノに移住。'96年、Milano 2000レーベルの2枚のコンピレーションアルバムにGak Sato名義で参加。'97年にピエロ・ウミリアーニの名曲、Mah Nà Mah Nàリミックスで注目され、'98年に1stアルバム"post-echo"を発表。シングルはAmon TobinやKid Locoがリミックスを手がけた。その後10年に渡りRight Tempo Recordsのディレクター、作家、DJとして活動。多数のリミックスの他、Easy Tempoシリーズにてイタリアンシネジャズを集めたコンピレーションなどリイシューを手掛ける。
1999年にはバルセロナ　SonarフェスティバルにDJとして招かれる。2001年、2ndアルバム"Tangram"を発表。東京スカパラダイスオーケストラのNargoや、元ラウンジ・リザーズのSteve Piccolo等が参加し、ピッコロとはその後、数多くのコラボレーションを続けている。シングルは福富幸宏やFlangerがリミックスを手掛けた。Flangerにリミックスを依頼したのは、Gak Satoが初めてである。2005年3rdアルバム”Informed Consent”を発表。Elliott Sharp、Tica, Mama! Milk、Roberto Cecchettoらが参加。リミックスはJimi TenorとKid Locoが手がけている。2006年、Vinicio Caposselaのアルバム"ovunque proteggi"とツアーに参加。
2011年、Giuliano Fujiwaraのコレクションに提供したサウンドトラックをリリース。2016年、Hiroko MastropaoloとのPopユニットOmnine（オムニネ）を結成。2017年５月Maxi EP "you are home"をAppalel Tronicより発売。
2023年６月アルバム”Omnine"発表。
2017年　Walter Prati,Mario Mariotti, Painè Cuadrelli らとGaMaPaWa（ガマパワ）を結成。2018年 2月ベルリンのJazz-oTechレーベルによるアナログ12インチコンピ"White Gardenia Vol.1、2"に参加。同レーベルからEPも発売。
2018年、イタリア人シンガーのAndrea Poggio（アンドレア・ポッジョ）のツアーのサポートメンバーとして、キーボードとテルミンを担当。イタリア国内外の多くのフェスに参加。
2019年、セルフプロデュースアルバム"Rephase"を発表。デジタル配信以外では、透明アクリル板のLPサイズジャケットとCDというフォーマットで限定リリースされている。2021年公開のフランス映画、アルチュール・ハラリ監督の”ONODA (１万夜を超えて)”のサウンドトラックに参加。

## ソロアルバム
- post-echo
- Tangram
- informed consent
- rephase

## ソロシングル
- Hip wagging, foot shuffling (Amon Tobin remix) / Metti una sera a cena feat. Alessandro Alessandroni
- Tangram remixes (Yukihiro Fukutomi remix, Flanger remix)
- Clapsoy remixes (Jimi Tenor remix, Kid Loco Remix)
- All Those Moments (original, Sekitova & Jammhot Remixes)
- Pipeline

## 企画アルバム
- arbos luce
- io,Aoi
- furniture music "cosmossfera" vol.1,2,3
- gF "o.s.t. giuliano Fujiwara"

## コラボレーションアルバム
- Expedition Steve Piccolo, Luca Gemma& Gak Sato
- The Boxman CrowdofOne
- Omnine Omnine

## ゲストアルバム
- Ovunque Proteggi / Vinicio Capossela
- Fragrance of Notes / mama! milk
- Portraits / Le Grand Escroc
- Nameless God's Blue / Toshiyuki Yasuda
- Quarantine Scenario / Casino Royale
- Charade / mama! milk

## リミックス
- Piero Umiliani / "Mah Na Mah Na", "Lady Magnolia", "Motore a Ioni", "Gadget"
- エンニオ・モリコーネ / "ある夕食のテーブルで"
- Armando Trovajoli / "Sessomatto", "Masquerade"
- Lesiman / "Messaggio"
- Berto Pisano / "To Jean"," Kill Them All!"
- Kid Loco / "Relax'n with Cherry"
- 東京スカパラダイスオーケストラ / "Jazzie Speaks"
- 福富幸宏 / "The Spinning Wheel"
- Acoustic Dub Messengers / "Sabara","Ham & Egg","ムギミニ ピチ","エリノラの休日"
- Arkestra One / "I Really Want You"
- Mukka Makka / "Trip Hopping in the planet drug"
- Leo Cesari / "La Beguine du Mac","Twist Drama"
- Paine / "Sponteneous"
- The Transistors / "Mission on Venus","Spyderotica"
- Club Montepulciano / "Viva! Planet M"
- Esquivel / "Bye Bye Blues"
- Raymond Scott / "Nightfall in Venice" by VAGABOND cpa + Gak Sato
- Perez Prado / "Pianolo"
- Omnine / "Parallel world"
- Tryst / "Uenofalls"

## WEB/Advertising
- マクドナルド「マックスマイルファクトリー」
- NHK
- giuliano Fujiwara
- 市松
- ほぼ日刊イトイ新聞　夏のくびまき 2011
- Ginza x Whim Gazette 現代女性の肖像画
- Konica Minolta
- Ginza x Lumine 秋のキャンペーン　LUMINE SPECIAL DAYS 「TOKYO MIX CULTURE」
- GOOD DESIGN AWARD グッドデザイン賞の概要と歴史/応募概要ビデオ2018/2020
- Amazon prime TV
- Land Rover Japan
- imagebook

## ミラノコレクションファッションショー選曲/制作
- ミラ・ショーン
- Byblos
- Custo
- Ter et Bantine
- Giuliano Fujiwara
- Genny